# Klebit bok
Der klebit bok (auch kelavit bok, deutsch: Haarschild) ist ein Schild der Dayak-Ethnien aus Borneo, Indonesien.

## Beschreibung
Der klebit bok hat große Ähnlichkeit mit dem Kliau-Schild, dem bekanntesten und meistbenutzten Schild der Dayak, von dem es sich durch Bemalung und Verwendung von Menschenhaar im Ornament unterscheidet. Es besteht aus Holz und ist aus einem Stück geschnitzt. Es ist rechteckig und die Enden sind oben und unten spitz gearbeitet. Der Schild ist leicht gebogen gearbeitet und auf der Innen- und Außenseite mit horizontalen Streben aus Rattan verstärkt. Der Griff ist aus Holz geschnitzt und vertikal angebracht, somit kann der Schild senkrecht vor dem Körper gehalten werden.
Die Außenseite des klebit bok ist meist mit schwarzen, weißen oder roten Malereien und mit Büscheln aus Menschenhaar verziert, die dem Schild auch seinen Namen geben (indonesisch: klebit = Schild, bok = Haar). Das Haar wird sorgfältig in Risse gestopft, die im Holz enthalten sind. Es besteht aus dem Haar getöteter Feinde, was später durch die indonesische Regierung verboten wurde. Die Verzierungen aus Malereien und Haar sollen bezwecken, dass der Schild furchterregend für Gegner gemacht werden soll. Auf der Vorderseite ist ein anthropomorphes Gesicht eines Dämons, dem indonesischen Drachenhund Aso, mit großen, runden Augen, zwei Reihen Zähnen und spitzen Reißzähnen dargestellt, der Rest der Figur mit unter den Knien verschränkten Armen ist zumeist verdeckt, so dass das dämonenhafte Grinsen hervorgehoben wird. Die Verzierungen mit Aso-Motiven finden sich als Schutzzeichen für den Besitzer auf vielen Gegenständen der Dayak. Die Rückseite zeigt in spiegelbildlicher Anordnung entweder männliche oder weibliche Figuren, oben und unten den Nashornvogel als „Vogel des Krieges“.
Der klebit bok wird von den auch als Bahau-Gruppe bezeichneten Kopfjägern der Ethnien Kayan und Kenyah der Volksgruppe der Dayak in Indonesien auf Borneo (Kalimantan) benutzt.

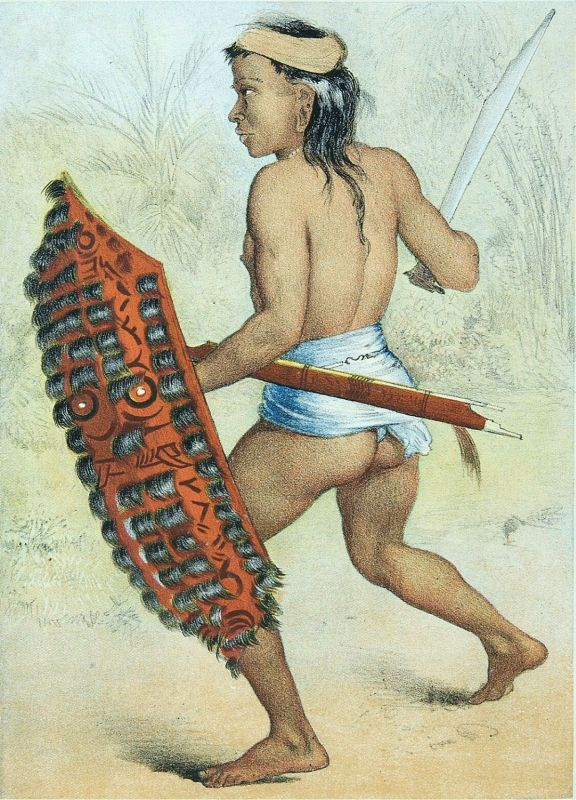
Porträt eines Dayak-Tänzers mit Haarschild. Gezeichnet von Carl Bock, 1887. Quelle: Tropenmuseum.
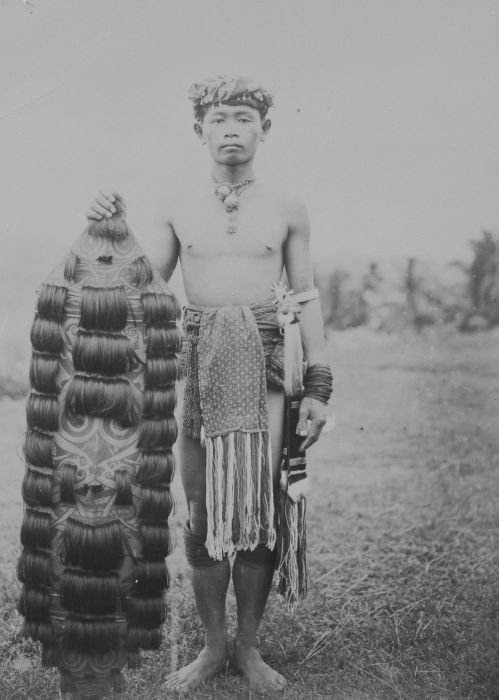
Dayak-Krieger mit Haarschild. Quelle: Tropenmuseum, erste Hälfte 20. Jahrhundert.
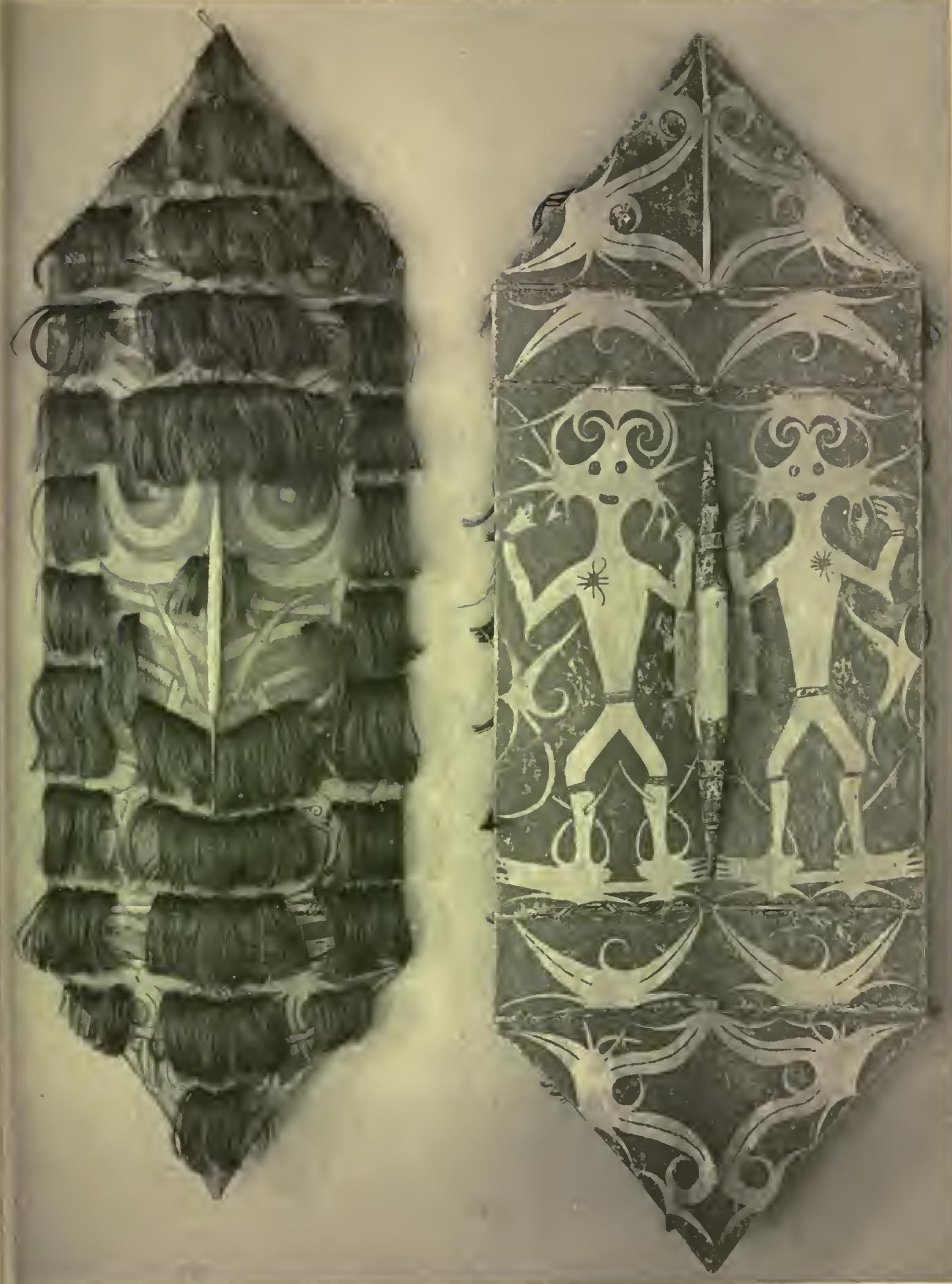
Klebit bok, Vorder- und Rückseite. Quelle: W. H. Furness, 1902.
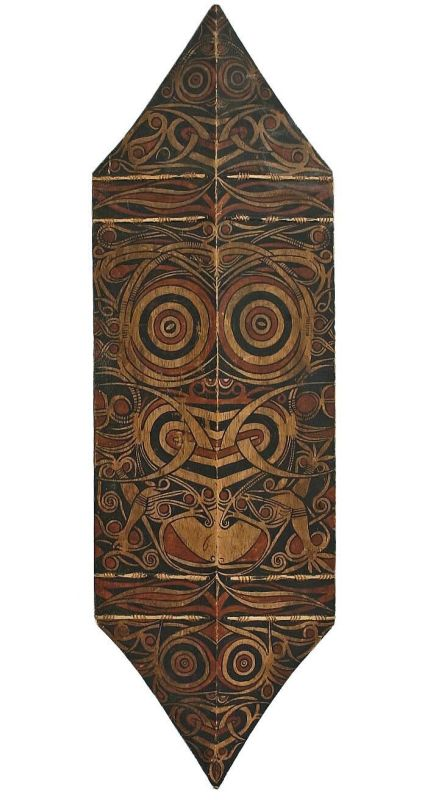
Zum Vergleich: Ein Kliau, ohne Haare, vollständige Bemalung mit Aso-Motiven. Quelle: Tropenmuseum, vor 1884